# Włodzimierz Staricki
Włodzimierz Staricki, Włodzimierz Andrzejewicz Staricki, Włodzimierz Starycki (ur. 1533, zm. październik 1569) – książę z dynastii Rurykowiczów. Syn Andrzeja, księcia Staricy, i jego żony Eufrozyny, wnuk Iwana III. Otruty na polecenie swojego stryjecznego brata Iwana IV Groźnego.